# Erdapfel

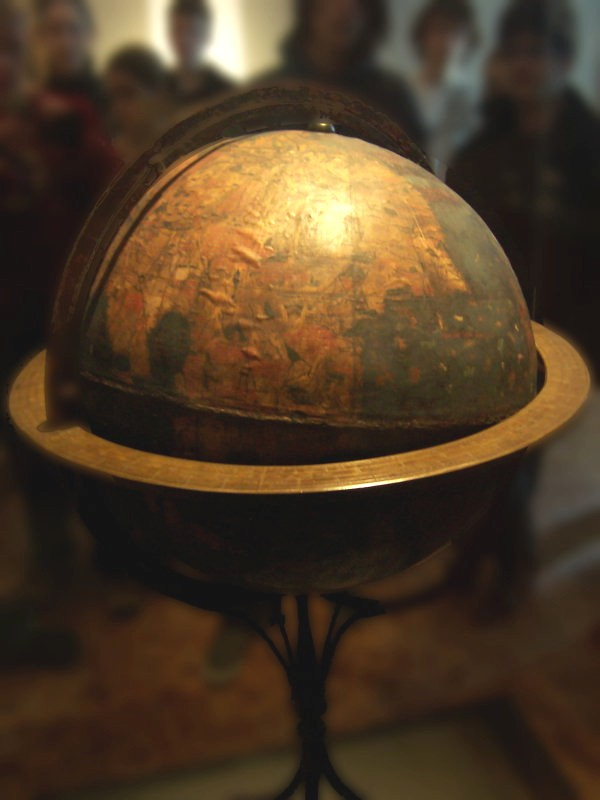
Behaims 'Erdapfel'

De Erdapfel of Behaimglobe is de oudste bewaard gebleven aardglobe ter wereld. De globe werd in 1492 vervaardigd onder leiding van de Duitse astronoom en geograaf Martin Behaim. Het woord globe werd indertijd niet gebruikt en de aardappel was in Europa nog niet bekend. Behaim noemde zijn instrument 'Erdapfel', een samentrekking van aarde en appel in het Duits.
De globe werd gemaakt in opdracht van de Rijksstad Neurenberg, die het instrument na voltooiing ter lering en vermaak van haar burgers tentoonstelde in het stadhuis. Op de Erdapfel ontbreken Australië, Noord- en Zuid-Amerika. Japan ligt op 1500 km ten westen van Europa. Dat komt zo sterk overeen met de informatie waarop Christoffel Columbus zijn reis naar (vermoed) Indië over de Atlantische oceaan baseerde, dat Behaim en Columbus hun kennis uit dezelfde bron moeten hebben verkregen.
De globe werd niet door Behaim zelf vervaardigd. Daarvoor trok hij de een aantal handwerkslieden aan, waaronder de schilder en drukker Georg Glockendon die voor de kaart verantwoordelijk was. De globe werd gemaakt van met houten hoepels verstevigde laagjes papier die over elkaar werden gelijmd.
De Erdapfel is gedigitaliseerd in de Technische Universiteit Wenen en bevindt zich in het Germanisches Nationalmuseum van Neurenberg.